# مارادیک
مارادیک (به لاتین: Maradik) یک منطقهٔ مسکونی در کرواسی است که در Inđija Municipality واقع شده‌است. مارادیک ۲٬۰۹۵ نفر جمعیت دارد.